# Acte de succession à la Couronne
L'Acte de succession à la Couronne de 2013 (en anglais : Succession to the Crown Act 2013) est une loi du Parlement du Royaume-Uni qui modifie les règles fixant l'ordre de succession à la Couronne britannique en établissant la primogéniture absolue, en abolissant l'exclusion des personnes mariées à des personnes de confession catholique et en limitant le nombre de personnes dont le mariage doit être autorisé par le souverain. Il constitue la transposition dans le droit britannique de l'accord de Perth d'octobre 2011, portant sur le changement des règles de succession des seize royaumes du Commonwealth. Approuvé par la reine Élisabeth II le 25 avril 2013, cet acte est entré en vigueur le 26 mars 2015.

## Contexte
Les règles de succession à la Couronne britannique consacrent le principe de préférence masculine et celui de l'exclusion des personnes mariées à des personnes de confession catholique.
En vertu du principe de préférence masculine, le fils précède sa ou ses sœurs dans l'ordre de succession, qu'elles soient nées avant ou après lui.
En vertu du principe d'exclusion des personnes mariées à des personnes de confession catholique, une telle personne (mais pas les enfants d'un tel couple, s'ils sont baptisés anglicans ou protestants) est exclue de l'ordre de succession.
Ces principes ont été critiqués aux motifs qu'ils seraient discriminatoires.
Une grande partie des monarchies européennes ont aboli la préférence masculine : la Suède en 1979, les Pays-Bas en 1983, la Norvège en 1990, la Belgique en 1991 et le Danemark en 2009.

## L'accord de Perth
Lors de la 22e conférence des chefs de Gouvernement du Commonwealth, le Premier ministre britannique, David Cameron, propose aux quinze autres royaumes du Commonwealth, dont la reine Élisabeth II est le chef d'État, de modifier l'ordre de succession à la Couronne britannique. Les modifications proposées sont les suivantes :
- établissement de la primogéniture cognatique absolue par abolition de la préférence masculine pour les descendants du prince Charles de Galles ;
- abolition de l'exclusion de l'ordre de succession des dynastes mariés à des personnes de confession catholique et de leurs descendants catholiques issus de tels mariages ;
- réduction du nombre des dynastes dont le mariage doit être autorisé par le souverain, sous peine d'exclusion de l'ordre de succession de ces dynastes et de leurs descendants issus de tels mariages.

## Contenu et effets
Le sexe d'une personne née après le 28 octobre 2011 ne donne à celle-ci, ni à ses descendants, de préséance sur aucune autre personne.
Une personne mariée à une personne de confession catholique n'est pas exclue de l'ordre de succession. Par contre, la conversion au catholicisme d'une personne jusque-là successible entraîne toujours son retrait de la ligne de succession au trône.
Le consentement du souverain à un mariage n'est requis que pour les six premières personnes suivant l'ordre de succession.
L'Acte abroge l'Acte des mariages royaux de 1772 (Royal Marriages Act 1772).
Il modifie l'Acte de trahison de 1351 (en) (Treason Act 1351), la Déclaration des droits de 1689 (Bill of Rights), l'Acte d'établissement de 1701 (Act of Settlement) et l'Acte de régence (en) de 1937 (Regency Act 1937).

## Application
L'Acte s'applique au Royaume-Uni. Nul acte du Parlement écossais ou de l'Assemblée nationale du pays de Galles n'est requis.
Il s'applique aussi aux dépendances de la Couronne (Crown dependencies) — l'île de Man et les bailliages de Jersey et Guernesey — et aux territoires britanniques d'outre-mer. Il entre en vigueur le 26 mars 2015.

## Assentiment des autres royaumes du Commonwealth
En vertu du préambule du Statut de Westminster de 1931, toute modification des règles de succession à la Couronne britannique requiert l'assentiment de chaque autre royaume du Commonwealth dont le souverain britannique est le roi ou la reine : Antigua-et-Barbuda, l'Australie, les Bahamas, la Barbade, le Belize, le Canada, la Grenade, la Jamaïque, la Nouvelle-Zélande, la Papouasie-Nouvelle-Guinée, Saint-Christophe-et-Niévès, Sainte-Lucie, Saint-Vincent-et-les-Grenadines, les Salomon et les Tuvalu.
D'après Wallace de Tankerness, la Jamaïque et le Belize ont déclaré qu'en vertu de leurs constitutions respectives, nulle loi n'était exigée pour donner effet à l'accord de Perth dans ces pays.
Le Parlement du Canada a donné son assentiment par la Loi de 2013 sur la succession au trône, sanctionnée le 27 mars 2013. Cette loi a été contestée sans succès devant les tribunaux par deux juristes québécois, en se fondant sur la supposée nécessité, pour qu'elle soit valide, d'une adoption commune par le Parlement fédéral et par les assemblées législatives des dix provinces.